# 安东尼奥·贾科维奇
安东尼奥·贾科维奇（2002年10月8日—），瑞士男子游泳运动员，2022年欧洲锦标赛男子200米自由泳和男子400米自由泳银牌得主、2024年欧洲锦标赛男子200米自由泳和男子400米自由泳铜牌得主。